# シーザー・バルデス
- セサル・バルデス

シーザー・ミゲル・バルデス（César Miguel Valdez, 1985年3月17日 - ）は、ドミニカ共和国サントドミンゴ出身のプロ野球選手（投手）。右投右打。ユカタン・ライオンズ所属

## 経歴

### プロ入りとダイヤモンドバックス時代

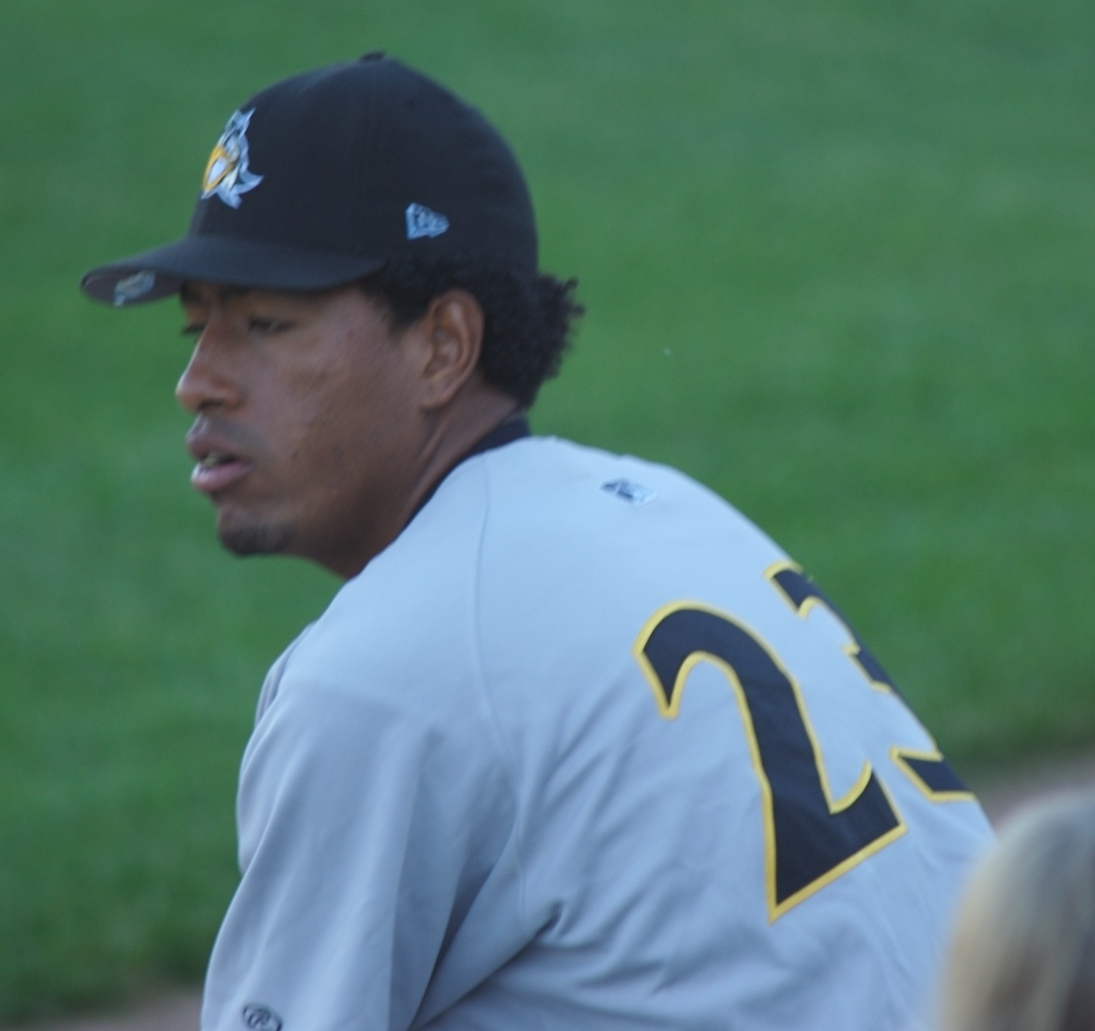
A級サウスベンド・シルバーホークス時代
(2007年)

2005年にアマチュア・フリーエージェントでアリゾナ・ダイヤモンドバックスと契約してプロ入り。2010年まで傘下のマイナーチームでプレーし、2010年5月3日にメジャー昇格して同日にメジャーデビューを果たした。9月13日にDFAとなり、16日に傘下のAAA級リノ・エーシズへ配属された。

### パイレーツ傘下時代
2010年12月9日にザック・デュークのトレードでの後日発表選手としてピッツバーグ・パイレーツへ移籍した。

### マーリンズ傘下時代
2011年6月5日に後日発表選手または金銭とのトレードで、フロリダ・マーリンズへ移籍した。
その後、6月28日にトレードでトロント・ブルージェイズへ移籍し、傘下のAAA級ラスベガス・フィフティワンズに送られたが、翌日に自由契約となった。オフにベネズエラとプエルトリコでウィンターリーグに参加した。

### メキシカンリーグ時代
2012年にメキシカンリーグのラグナ・カウボーイズに加入し、11勝8敗、防御率5.27の成績を残した。オフにドミニカ共和国でウィンターリーグに参加した。
2013年も12試合に先発したが、5月30日に自由契約となった。6月22日にアグアスカリエンテス・レイルロードメンと契約したが、1試合に登板したのみで27日に自由契約となった。オフにベネズエラとドミニカ共和国でウィンターリーグに参加した。
2014年はどの球団にも所属しなかった。オフにドミニカ共和国でウィンターリーグに参加した。
2015年にタバスコ・キャトルメンと契約し、23試合に登板して13勝8敗、防御率2.63の成績を残した。

### 楽天モンキーズ時代

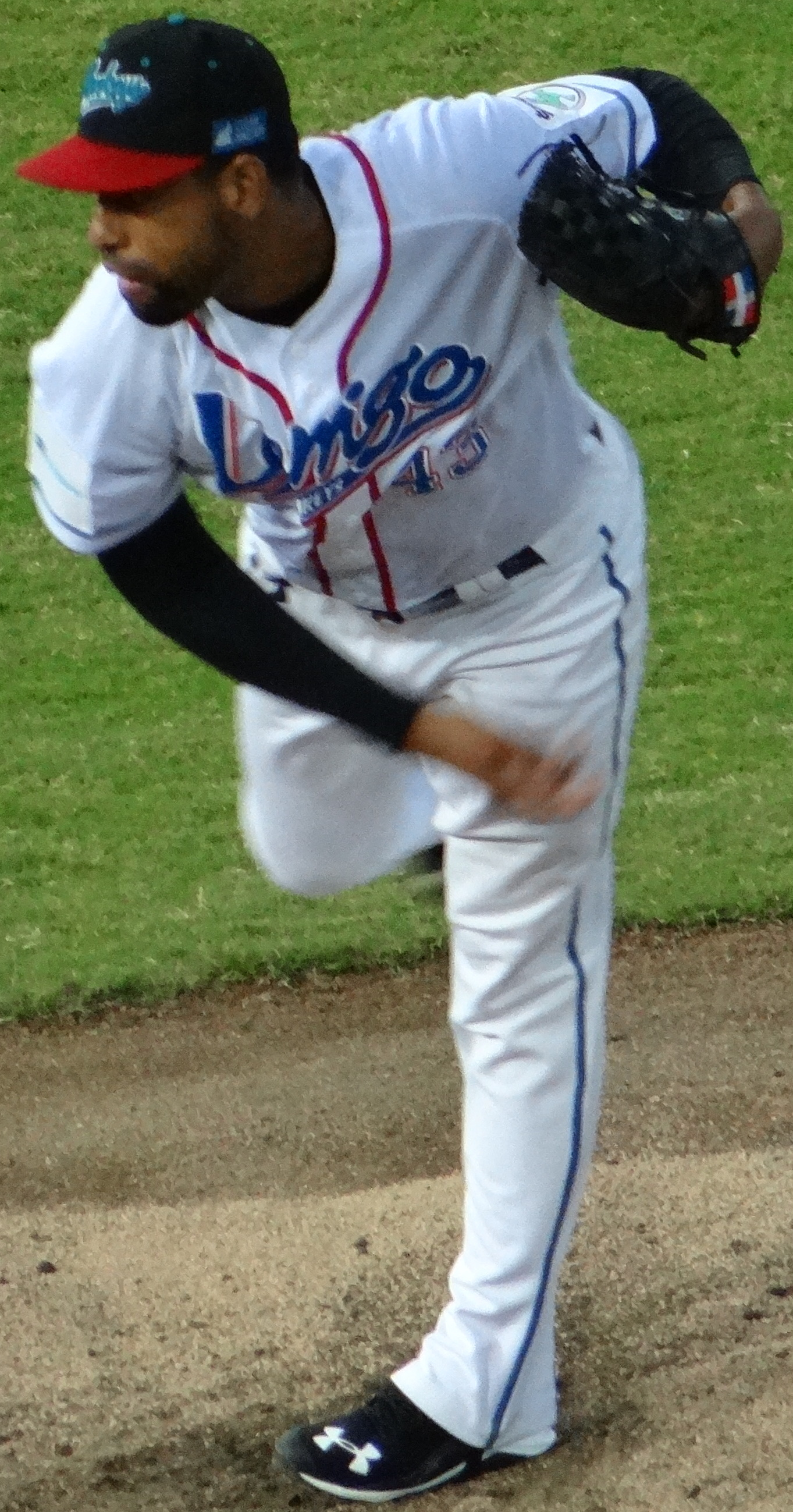
Lamigoモンキーズ時代
(2015年10月18日)

2015年8月24日にCPBLのLamigoモンキーズと契約。しかし、8試合で2勝3敗、防御率5.52と不振で、同年限りで退団した。この年のオフもドミニカ共和国でウィンターリーグに参加した。

### アストロズ傘下時代
2016年1月1日にヒューストン・アストロズとマイナー契約を結び、スプリングトレーニングに招待選手として参加することになった。この年は傘下のAAA級フレズノ・グリズリーズでプレーし、12勝1敗、防御率3.12と好成績を残したが、メジャーに昇格することはなかった。

### アスレチックス時代
2016年12月にオークランド・アスレチックスとマイナー契約を結んだ。2017年はシーズン開幕前の3月に開催された第4回ワールド・ベースボール・クラシック（WBC）にドミニカ共和国代表に途中から選出された。シーズンでは傘下のAAA級ナッシュビル・サウンズで開幕を迎え、4月21日にメジャー契約を結んでアクティブ・ロースター入りし、7年振りにメジャーの試合に登板した。5月3日にDFAとなった。

### ブルージェイズ時代
2017年5月5日にウェイバー公示を経てブルージェイズに移籍し、AAA級バッファロー・バイソンズに送られた。その後20日にメジャーに昇格。アーロン・サンチェスの故障者リスト入りに伴って先発ローテーション入りし、7月25日のアスレチックス戦で7年振りにメジャーで勝利を記録した。11月1日にマイナー契約となり、翌2日に自由契約となった。

### メキシカンリーグ復帰
2018年3月16日にかつて所属したメキシカンリーグのタバスコ・キャトルメンと契約したが、5月1日に自由契約となった。その後、7月29日にユカタン・ライオンズと契約した。
2019年はユカタン・ライオンズで15勝2敗、防御率2.26の好成績を残し、最多勝を獲得した。
2020年1月4日にメジャー復帰を目指しユカタン・ライオンズを退団した。

### オリオールズ時代
2020年1月10日にボルチモア・オリオールズとマイナー契約を結んだ。8月27日にメジャー契約を結んでアクティブ・ロースター入りし、29日に3年振りにメジャーの試合に登板した。9月4日のニューヨーク・ヤンキース戦でメジャー初セーブを記録し、チームのヤンキース戦での連敗を19で止めた。
2021年は開幕からクローザーを務め、5月中旬までに8セーブをマークしたが、その後調子を落とし中継ぎに降格。8月20日にはDFAとなり、22日にマイナー契約で傘下のAAA級ノーフォーク・タイズへ配属された。9月21日に再びメジャー契約を結んでアクティブ・ロースター入りしたが、同日のフィラデルフィア・フィリーズ戦で決勝点を許して敗戦投手となり、翌22日にDFAとなった。直後の9月25日にマイナー契約でAAA級ノーフォークへ配属された。レギュラーシーズン終了後の10月にFAとなった。

### エンゼルス時代
2022年3月16日にロサンゼルス・エンゼルスとマイナー契約を結び、スプリングトレーニングに招待選手として参加することになった。5月17日にメジャー契約を結んでアクティブ・ロースター入りし、同日のテキサス・レンジャーズ戦に8回から登板したが、1回2失点（自責点1）の成績で翌18日にDFAとなった。5月21日にマイナー契約でAAA級ソルトレイク・ビーズに配属された。

### メキシカンリーグ復帰
2023年12月28日にメキシカンリーグのユカタン・ライオンズと再契約を結んだ。

## 投球スタイル
最速82mphのチェンジアップが全投球の約8割を占め、腕の角度や握りを変えることによって少なくとも5、6種類に変化する。オリオールズでバッテリーを組むペドロ・セベリーノはこのチェンジアップについて「普通のチェンジアップじゃない。どう変化するか分からないから、『スライダー・チェンジアップ』と呼んでいるよ。」と語っている。

## 詳細情報

### 年度別投手成績
| 年 度     | 球 団     | 登 板 | 先 発 | 完 投 | 完 封 | 無 四 球 | 勝 利 | 敗 戦 | セ 丨 ブ | ホ 丨 ル ド | 勝 率 | 打 者 | 投 球 回 | 被 安 打 | 被 本 塁 打 | 与 四 球 | 敬 遠 | 与 死 球 | 奪 三 振 | 暴 投 | ボ 丨 ク | 失 点 | 自 責 点 | 防 御 率 | W H I P |
| --------- | --------- | ----- | ----- | ----- | ----- | -------- | ----- | ----- | -------- | ----------- | ----- | ----- | -------- | -------- | ----------- | -------- | ----- | -------- | -------- | ----- | -------- | ----- | -------- | -------- | ------- |
| 2010      | ARI       | 9     | 2     | 0     | 0     | 0        | 1     | 2     | 0        | 0           | .333  | 97    | 20.0     | 29       | 2           | 10       | 2     | 1        | 13       | 3     | 0        | 19    | 17       | 7.65     | 1.95    |
| 2015      | Lamigo    | 8     | 7     | 0     | 0     | 0        | 2     | 3     | 0        | 0           | .400  | 210   | 45.2     | 61       | 3           | 12       | 0     | 3        | 39       | 2     | 1        | 35    | 28       | 5.52     | 1.60    |
| 2017      | OAK       | 4     | 1     | 0     | 0     | 0        | 0     | 0     | 0        | 0           | ----  | 44    | 9.1      | 14       | 4           | 4        | 0     | 0        | 5        | 0     | 0        | 10    | 10       | 9.64     | 1.93    |
| 2017      | TOR       | 7     | 3     | 0     | 0     | 0        | 1     | 1     | 0        | 0           | .500  | 96    | 21.1     | 27       | 3           | 7        | 1     | 1        | 16       | 1     | 1        | 19    | 16       | 6.75     | 1.59    |
| '17計     | TOR       | 11    | 4     | 0     | 0     | 0        | 1     | 1     | 0        | 0           | .500  | 140   | 30.2     | 41       | 7           | 11       | 1     | 1        | 21       | 1     | 1        | 29    | 26       | 7.63     | 1.70    |
| 2020      | BAL       | 9     | 0     | 0     | 0     | 0        | 1     | 1     | 3        | 0           | .500  | 53    | 14.1     | 7        | 0           | 3        | 0     | 0        | 12       | 1     | 0        | 3     | 2        | 1.26     | 0.70    |
| 2021      | BAL       | 39    | 0     | 0     | 0     | 0        | 2     | 2     | 8        | 0           | .500  | 210   | 46.0     | 62       | 8           | 14       | 2     | 1        | 45       | 2     | 0        | 32    | 30       | 5.87     | 1.65    |
| 2022      | LAA       | 1     | 0     | 0     | 0     | 0        | 0     | 0     | 0        | 0           | ----- | 5     | 1.0      | 2        | 0           | 0        | 0     | 0        | 0        | 0     | 0        | 2     | 1        | 9.00     | 2.00    |
| MLB：5年  | MLB：5年  | 69    | 6     | 0     | 0     | 0        | 5     | 6     | 11       | 0           | .455  | 505   | 66.0     | 141      | 17          | 38       | 5     | 3        | 91       | 7     | 1        | 85    | 76       | 6.11     | 1.60    |
| CPBL：1年 | CPBL：1年 | 8     | 7     | 0     | 0     | 0        | 2     | 3     | 0        | 0           | .400  | 210   | 45.2     | 61       | 3           | 12       | 0     | 3        | 39       | 2     | 1        | 35    | 28       | 5.52     | 1.60    |

- 2024年度シーズン終了時

### WBCでの投手成績
| 年 度 | 代 表          | 登 板 | 先 発 | 勝 利 | 敗 戦 | セ ｜ ブ | 打 者 | 投 球 回 | 被 安 打 | 被 本 塁 打 | 与 四 球 | 敬 遠 | 与 死 球 | 奪 三 振 | 暴 投 | ボ ｜ ク | 失 点 | 自 責 点 | 防 御 率 |
| ----- | -------------- | ----- | ----- | ----- | ----- | -------- | ----- | -------- | -------- | ----------- | -------- | ----- | -------- | -------- | ----- | -------- | ----- | -------- | -------- |
| 2017  | ドミニカ共和国 | 1     | 0     | 0     | 0     | 0        | 7     | 1.2      | 1        | 0           | 1        | 0     | 1        | 0        | 0     | 0        | 1     | 1        | 5.40     |
| 2023  | ドミニカ共和国 | 1     | 0     | 0     | 0     | 0        | 10    | 1.2      | 3        | 0           | 3        | 0     | 0        | 2        | 0     | 0        | 1     | 1        | 5.40     |

### 背番号
- 43（2010年、2015年）
- 64（2017年）
- 62（2020年 - 2021年）
- 67（2022年）

### 代表歴
- 2017 ワールド・ベースボール・クラシック・ドミニカ共和国代表
- 2023 ワールド・ベースボール・クラシック・ドミニカ共和国代表